# Serge Latour
Serge Latour, de son vrai nom Serge Fornaciari, est un chanteur français né le 12 décembre 1947 à Argenteuil, de parents italiens.

## Biographie
Passe sa jeunesse à Aubervilliers. Enregistre son premier disque chez Polydor en 1969 dont le titre Douce dame est premier au Hit Parade de l'époque. De nombreux articles dans la revue Salut les copains. Quelques émissions de télévisions et de radio. Une tournée en France avec Salvatore Adamo en 1970. Il s'est fâché avec le chanteur Dave à qui il doit rendre une guitare prêtée.
Il voyage notamment à Ibiza, et surtout en Afrique et en Espagne où il rencontre misère et dictature. Il en sort marqué. Sa compagne Aïssa enregistre avec lui le Pescador. Après sa rupture avec elle il rencontre Haruko, japonaise,
de laquelle nait un fils Charlie qui a aujourd'hui une trentaine d'années.
Après avoir habité Montmartre près de la Place du Tertre en haut de la rue Lepic dans les années 70,  il emménage à Saint-Ouen et un peu plus tard il retourne à Aubervilliers où il habite toujours.
Son frère Bruno d'un an son cadet est retraité de la publicité à Saint-Varent dans les Deux-Sèvres et sa sœur Léa de 5 ans sa cadette, artiste peintre et musicienne réside dans l'Hérault.
Ses parents Amos et Ida, qui ont longtemps habité Aubervilliers coulent leurs vieux jours dans l'Eure.

## Discographie
- Polydor : Douce Dame / Ramirez
- Polydor : Le pescador / Qui sont les Dieux
- Polydor : Le printemps nous sourit
- Polydor : Après le jour
- Atlantic : L'aveugle / C'est pour te dire
- Polydor : Avec Cécile Valéry : Plus jamais seuls